# 玛格丽特·亨利
玛格丽特•亨利（Marguerite Henry ，1902年4月13日—1997年11月26日） 是一位美国儿童文学作家，写了五十九本根据马和其他动物的真实故事改编的著作。1948年，她凭借一本关于马的书獲得纽伯瑞奖。1997年11月26日，她因多次中风在位於加利福尼亚州聖菲牧場的家中去世。 